# 鈴木銀一郎
鈴木 銀一郎（すずき ぎんいちろう、1934年11月24日 - 2021年1月6日）は、日本の作家、ゲームデザイナー。有限会社翔企画取締役。愛称は「Ｇ大佐」「（ヒゲの）大佐」「銀爺」など。妻を将軍と称していたために、「大佐」を名のったという。
日本におけるカードゲーム・ブームの火付け役となった『モンスターメーカー』シリーズのデザイナーとして知られるほか、ボードゲーム（ウォー・シミュレーションゲーム）、テーブルトークRPG（モンスターメーカー関連など）のデザインも手がけている。
同じゲームデザイナーである鈴木一也は実子である。

## 略歴
1934年（昭和9年）11月24日、東京生まれ。早稲田大学高等学院卒、早稲田大学政治経済学部中退。
実家は3代続いた履物商。中学時代には声優もしていたという。大学中退後、実家の仕事を手伝いながら商売を憶える。代替わりの際に実家をバーに商売替え。店は繁盛するもツケを断り切れない性格から金策に追われ、商売を畳む。その後大手出版社の子会社で百科事典の編集者となる。自伝によれば優秀な中間管理職であったというが、上司である雇われ社長に疎まれて49歳の時に退職に追い込まれる。その後、編集プロダクション「翔企画」を設立。小学館の百科事典『ニッポニカ』やキリンビール社内報の編集を手がける。同時に『シミュレイター』誌刊行、安価なシミュレーションゲームの「SSシリーズ」製作販売、カードゲーム『モンスターメーカー』シリーズ製作販売なども。しかしシミュレーションゲーム・ブームの終焉とトレーディング・カード・ブームの勃興を読み切れず、1990年代半ばに会社経営は行き詰まり、以後はフリーの著述家として活動を続けている。その後最近までゲーム開発の専門学校 デジタルエンタテインメントアカデミー にコンピュータAIの講座を持ち、後進の育成にも努めてきた（2009年3月閉校）。 （有）銀河企画・顧問（2002年4月～2005年3月）。 翔エンタープライズ・顧問（2012年7月～）。
2021年1月6日、老衰のため死去。86歳没。

## ゲーム界との関わり
幼少時から将棋などの盤ゲームを愛好し、自作の野球ゲームなどをつくって遊んでいたこともあるという。中学時代に麻雀も覚える。40歳の時に海外から輸入されたウォー・シミュレーションゲームに触れ、衝撃を受ける（最初に購入したのは『タクテクスII』）。同時に翻訳ルールの出来の悪さや輸入品ゆえの価格の高さに着目し、「日本人好みのテーマで、質のよい低価格の国産製品を作れば、商品になる」と企画を思い立つ。
ゲームショップでたまたま出会った黒田幸弘と知り合って意気投合し、共同でゲームデザイン組織「レック・カンパニー」を1981年に設立。エポック社に企画を持ち込み、『ワールド・ウォーゲーム』のブランドを築く。鈴木曰く、ゲームを制作する専門職の認知のために、「ゲームデザイナー」を名乗り、（おそらく日本で初めて）その肩書きの名刺をつくったという。黒田と共にレック・カンパニーの主幹として、またメインデザイナーとして、シミュレーション・ゲームの制作に関わり、いくつかの作品を残した。翔企画創業時（1984年）の多忙により「レック・カンパニー」から一時離れる。
その後は、経営が安定した翔企画で、ゲーム関連の制作・出版を自ら行うことになり、従来の業務の傍ら、ゲームの企画・制作や自社出版を開始する。レック・カンパニーが発行していた、シミュレイターを新生創刊して、自ら編集・出版し、これを活動の中心とした。この時期、鈴木銀一郎が編集長を務めるシミュレイター誌の元、多くのライター、ゲームデザイナーが集うことになった。佐藤大輔の小説『レッドサン・ブラッククロス』に登場する「鹿内靖」「山田道夫」「高梨俊一」なるキャラは、いずれも『シミュレイター』誌で活動していたライターである（鹿内靖は後に編集長になる。高梨は現在日本大学理工学部教授）。また「赤城毅」としてデビューする以前の赤城毅が本名で執筆活動を行っていたこともある。
その後シミュレーションゲームの市場が冷え込むと共に、制作と出版の規模は縮小してしまうが、1988年、『モンスターメーカー』の大ヒットにより、さらに広い層に認知されることになる。モンスターメーカーの関連商品として、自ら執筆した小説も、単なるキャラクター小説に留まらない重厚なエピック・ファンタジーとして評価を受け、小説家としての力量も示した。
晩年は、フリーランスのゲームデザイナーとして、シミュレーションゲーム、ボードゲーム、カードゲーム、TRPGなどを広くデザインしていた。

## 人物
『パンツァーグルッペ・グデーリアン』（1976年発売）を特に好み、プレイ回数と作戦研究はアメリカのゲーマー以上だろうと自負する。
戦略性の高い対人ゲームにおける実力の高さも非常に有名で、ボードゲームはもちろん、麻雀では「一時は麻雀で食っていた」と噂されるほど高い実力を持つ。自らの著書「ゲーム的人生ろん」でも、会社勤めで家族を抱えて薄給の時代に、麻雀の勝ちで糊口をしのいでいたことが述懐されている。
一部のウォー・シミュレーションゲーム愛好者から「神様」と称される。
伝説の雀鬼こと桜井章一の著書にしばしば登場する「鈴銀」は、鈴木銀一郎だという風説があるが、本人は否定している。
編集長を務めた雑誌『シミュレイター』は創刊当初、発売が常に遅延した。ついに鈴木は「次号の発売日が遅れたら坊主頭になる」と誌面で公約したものの、やはり発売日を守ることはできなかった。後日、頭を丸めた鈴木の写真が同誌に掲載された。
自らデザインしたゲームのテストプレイにおいては、練達のプレイヤーとの対戦においては強敵であったものの、初心者に負けることも多々あり、「サドンデス鈴木」と揶揄されたこともある。

## 鈴木銀一郎杯
2001年12月に創刊された『ゲームジャーナル』（Game Journal）誌では、目玉として創刊号の付録ゲーム『真・バルバロッサ作戦』をデザインしたが、これは鈴木にとって約10年ぶりのゲームデザインであった。ゲームジャーナル誌では、鈴木を審査委員長として『鈴木銀一郎杯ゲームデザイン賞』という投稿ゲームの賞を設けており、いくつもの作品が出版されている。
2013年には、自らの小説・ゲームを題材とした音楽（作詞・作曲）を公募している。『鈴木銀一郎ゲーム音楽コンテスト』

## 作品リスト
- 朝鮮戦争（エポック社）
- 砂漠の狐（エポック社）
- バルジ大作戦（エポック社）
- 史上最大の作戦（エポック社）
- 日本機動部隊（エポック社）
- マレー電撃戦（エポック社） - シンガポール攻略戦のみ黒田幸弘
- 神々の戦い（エポック社）
- ロンメルアフリカ軍団（翔企画）
- ザ・黒幕 日本支配（翔企画）
- モスクワ冬将軍（翔企画）
- ナイトメアハンター（翔企画）
- LEVEL UP!（翔企画）
- 湾岸戦争（翔企画）
- Get the Hills（『Simulator』1号付録、翔企画）
- 新・戦国大名（『ウォーゲーム日本史』2号付録、国際通信社）
- 志士の時代（『ウォーゲーム日本史』8号付録、国際通信社）
- 銀爺のわらしべ長者（銀河企画）
- 真・バルバロッサ作戦（『ゲームジャーナル』1号付録）
- 無碍光（オクタゴン・エンタテインメント）
- Hundred Days Campaign（アークライト）
- 謙信vs信玄（アークライト）
- 企業買収ゲーム（アークライト）
- くにとりっ！ 天下は萌えているか（アークライト） 
  - くにとりっ！ 外伝 決戦萌ヶ原（アークライト）
- ビンゴダイス（『Game Link』11号付録、アークライト）
- スキップライン（『Game Link』11号付録、アークライト）
- 狼少年（『Role&Roll』52号付録、新紀元社）
- 競馬マフィア（グランペール）
- シカゴ（翔エンタープライズ）
- セブンミッションズ（翔エンタープライズ） 
  - LONG SHOT（翔エンタープライズ）
  - ユー・クライ・ウルフ（翔エンタープライズ）

- モンスターメーカー関連
  - モンスターメーカー（翔企画）
  - マジックマスター（翔企画）
  - 日本妖怪（翔企画）
  - ソフィア聖騎士団（翔企画）
  - ダンジョンウォーズ（翔企画）
  - ダンジョンウォーズ2（翔企画）
  - 学園祭（翔企画）
  - 七人の魔術師（翔企画）
  - 大予言（翔企画）
  - 宇宙商人（翔企画）
  - 双頭の獅子（『RPGamer』6号付録、国際通信社）
  - ウルフレンド・サーガ（『Game Link』3号付録、アークライト）
  - モンスターメーカーRPGレジェンド（国際通信社）
  - ウルフレンド・クエスト（翔エンタープライズ）
  - いづみ事件ファイルII～慟哭編～（ジー・モード）

## 著書

### 小説
- 二と三の違い（『別冊宝石』1958年74号 新人二十五人集 所収）
- ドラゴンライダー : モンスターメーカー 上（1991年12月、富士見ファンタジア文庫、ISBN 4-8291-2422-9）
- ドラゴンライダー : モンスターメーカー 下（1992年1月、富士見ファンタジア文庫、ISBN 4-8291-2425-3）
- ナルド予言書 : モンスターメーカー 上（1992年10月、富士見ファンタジア文庫、ISBN 4-8291-2467-9）
- ナルド予言書 : モンスターメーカー 下（1993年3月、富士見ファンタジア文庫、ISBN 4-8291-2494-6）
- 嘲笑う石像 : モンスターメーカー（1994年12月、富士見ファンタジア文庫、ISBN 4-8291-2590-X）
- カードの国の大冒険 : モンスターメーカー（1995年4月、富士見ファンタジア文庫、ISBN 4-8291-2620-5）
- 赤い髪の魔女 : マジック・マスター（1995年4月、ログアウト冒険文庫、ISBN 4-89366-346-1）
- 闇の騎士団 : マジック・マスター（1996年2月、ログアウト冒険文庫、ISBN 4-89366-467-0）
- ファイアーエムブレム 聖戦の系譜（1996年8月、ファミ通ゲーム文庫、ISBN 4-89366-565-0）
- ファイアーエムブレム 聖戦の系譜 : シグルド編 上（1996年12月、ファミ通ゲーム文庫、ISBN 4-89366-630-4）
- ファイアーエムブレム 聖戦の系譜 : シグルド編 下（1997年1月、ファミ通ゲーム文庫、ISBN 4-89366-656-8）
- ファイアーエムブレム 聖戦の系譜 : 最後の地竜族（1997年12月、ファミ通ゲーム文庫、ISBN 4-89366-889-7）
- ファイアーエムブレム 聖戦の系譜 : 森と湖の国（1998年1月、ファミ通ゲーム文庫、ISBN 4-89366-922-2）
- 最後の竜戦士 : モンスターメーカークロニクル（2001年7月、電撃文庫、ISBN 4-8402-1868-4）

### TRPG関連書籍
- モンスターメーカーRPG - ホリィアックス（1992年6月、富士見書房、ISBN 4-8291-4257-X）
- ブルガンディ・ドリーム - モンスターメーカーRPG（1993年6月、富士見書房、ISBN 4-8291-4260-X）
- モンスターメーカー リザレクションRPG（2002年9月、エンターブレイン、ISBN 4-7577-0961-7）
- モンスターメーカーRPGレジェンド（2005年2月、国際通信社、ISBN 4-4340-5287-X）

### エッセイ
- ゲーム的人生ろん （1996年2月、NECクリエイティブ、ISBN 4-8726-9024-9）
- ゲーム的人生論 （2006年3月、新紀元社、ISBN 4-7753-0454-2）

### 電子書籍
- わたしはダレ? （1994年4月、NECクリエイティブ、ISBN 4-8726-9018-4）

### 訳書
- ロールプレイングゲーム・ハンドブック（ロバート・プラモンドン著）

## テレビ
- Theゲームナイト（BS日テレ、2008年4月放送開始：土23：00〜）2008年7月5日（7月12日放送）にゲスト出演してドイツゲーム（ボードゲーム）の新版『アベ・カエサル』（ホビージャパン）をプレイした。